# 10015 Valenlebedev
10015 Valenlebedev è un asteroide della fascia principale. Scoperto nel 1978, presenta un'orbita caratterizzata da un semiasse maggiore pari a 2,2028883 UA e da un'eccentricità di 0,2013014, inclinata di 0,81800° rispetto all'eclittica.
L'asteroide è dedicato al cosmonauta sovietico Valentin Lebedev.